# Plagwitz (Leipzig)
Plagwitz ist ein Stadtteil und zugleich Ortsteil im Stadtbezirk Südwest von Leipzig.
Bis zu seiner Eingemeindung 1891 war der Ort eine selbstständige Gemeinde. Vom Karl-Heine-Kanal durchzogen, war er ab der zweiten Hälfte des 19. Jahrhunderts stark von der Industrie geprägt und es entstanden Gründerzeitviertel. Nach einer Phase des Niedergangs und Verfalls in der DDR-Zeit hat sich Plagwitz seit der Wende zum 21. Jahrhundert zu einem Zentrum der Kultur- und Kreativwirtschaft entwickelt, erlebt eine starke Bevölkerungszunahme und Gentrifizierung.

## Lage

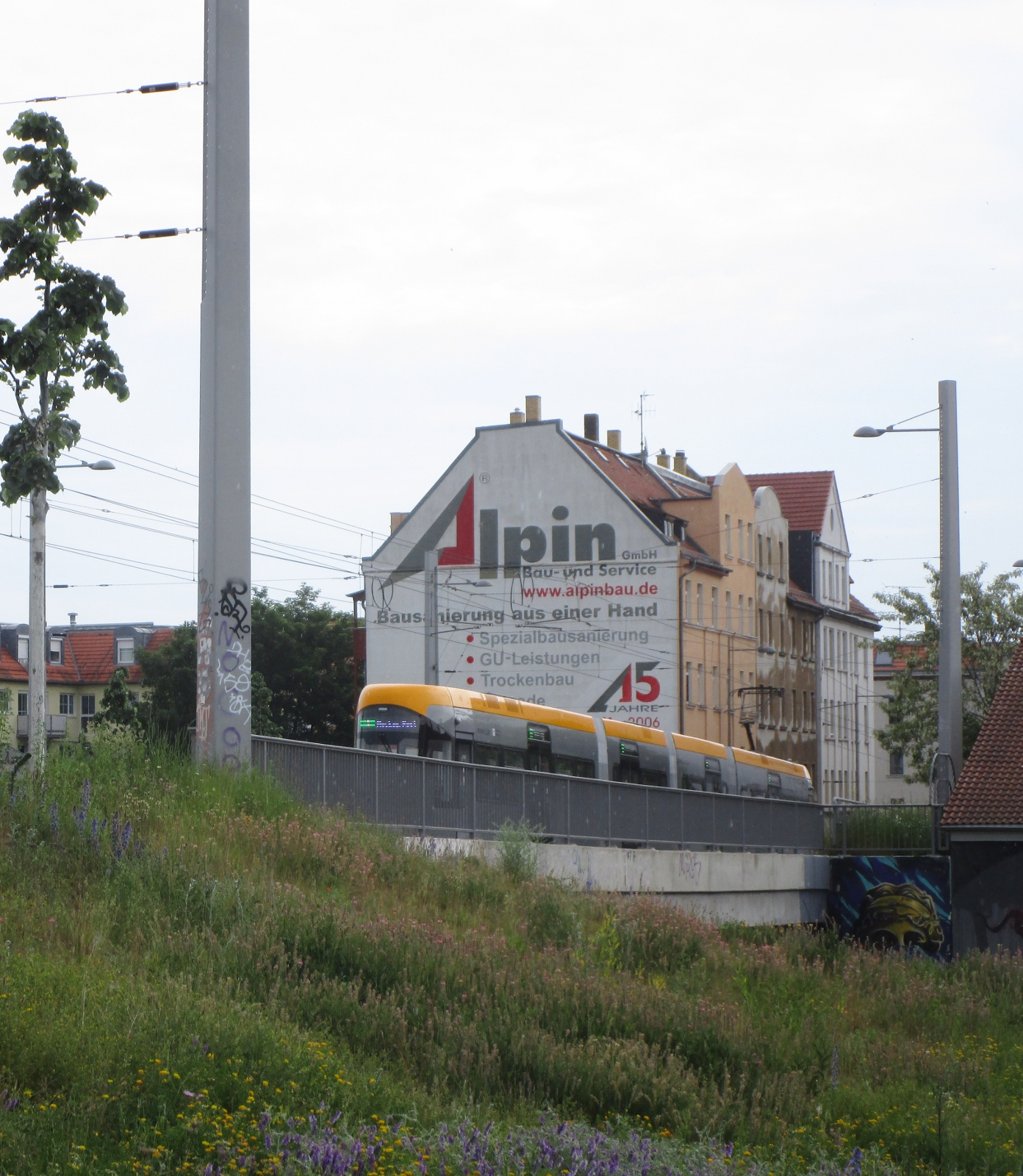
Antonienbrücken, markieren die Südgrenze von Plagwitz

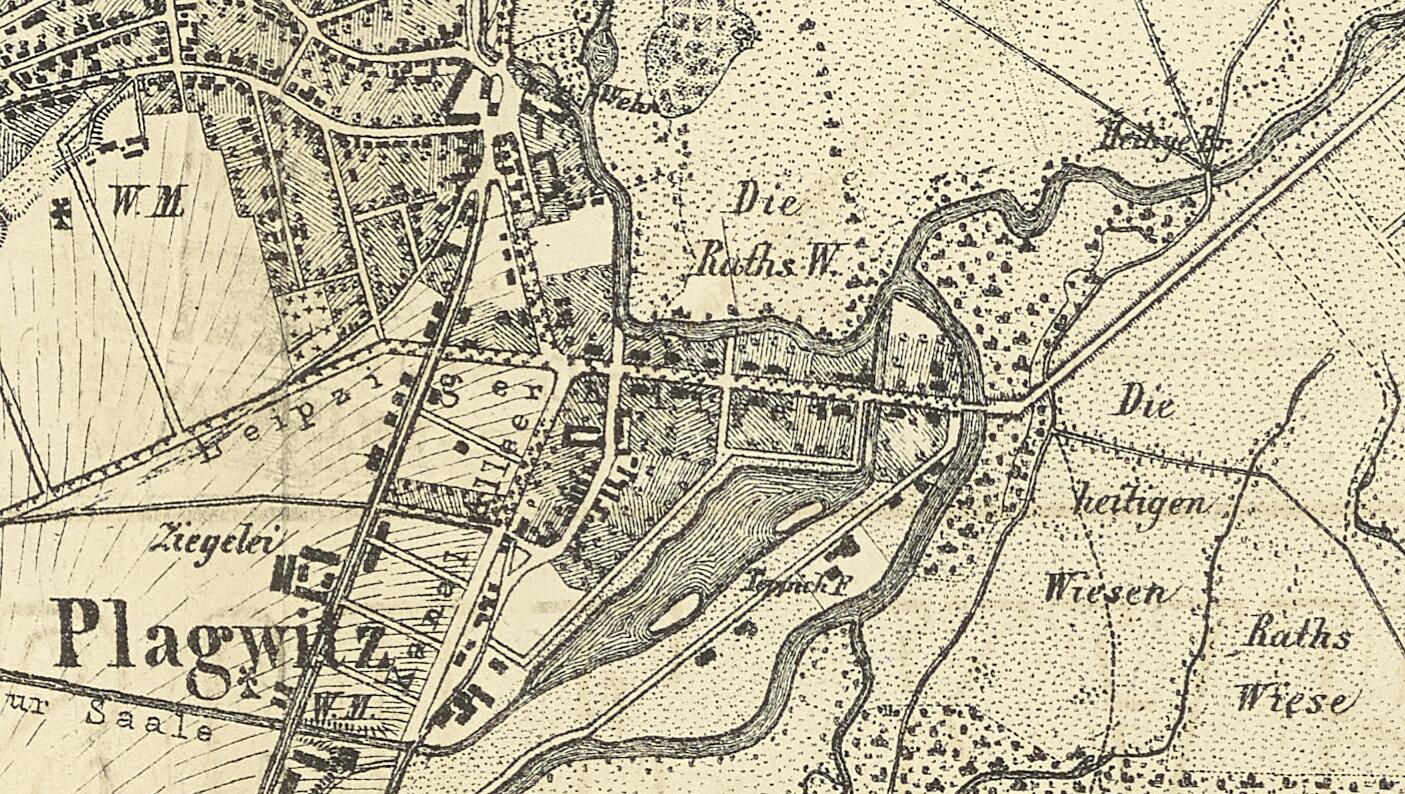
Plagwitz auf einer Karte von 1863

Plagwitz liegt ungefähr drei Kilometer westlich des Leipziger Stadtzentrums und grenzt im Norden an Lindenau, im Osten an Schleußig (mit dem Flusslauf der Weißen Elster als natürlicher Grenze), im Westen an Neulindenau (abgegrenzt durch die Bahnstrecke Leipzig–Probstzella) und im Süden an Kleinzschocher.
Der statistische Ortsteil Plagwitz nach der kommunalen Gliederung von 1992 deckt sich nur teilweise mit dem historisch gewachsenen Stadtteil bzw. der ehemaligen Gemeinde Plagwitz. Teile des früheren Plagwitz wurden den Ortsteilen Lindenau und Neulindenau zugeschlagen. So liegt z. B. der Plagwitzer Friedhof gemäß der heutigen Gliederung im Ortsteil Neulindenau, der Felsenkeller und die Villen nördlich der Karl-Heine-Straße im Ortsteil Lindenau, obwohl sie historisch zu Plagwitz gehören. Im Gegenzug wird der nördliche Teil des Stadtteils Kleinzschocher (zwischen Markranstädter und Antonienstraße) verwaltungstechnisch zum Ortsteil Plagwitz gezählt.
Der Karl-Heine-Kanal zerschneidet Plagwitz in zwei Teile: Der Süden ist von Industrie- und Gewerbeflächen geprägt, im Norden überwiegt Wohnbebauung.

## Geschichte

### Mittelalter und frühe Neuzeit
Das Dorf wurde von slawischen Siedlern südlich des Abzweiges der Kleinen Luppe am West-Ufer der Weißen Elster angelegt. Im Jahre 1412 wurde es erstmals urkundlich als „Plochtewitz“ erwähnt. Der Ortsname leitet sich vom altsorbischen Wort Płachtovic ab, was so viel wie „Siedlung am abgeteilten Flurstück“ bedeutet (vgl. Sorbisch płachta = Laken, Tuch, Segel).
Landesherren waren seit dem 13. Jahrhundert die Bischöfe von Merseburg (bis 1562). Nach der Umwandlung des Bistums in ein weltliches Stift fungierten von 1562 bis 1656 die Kurfürsten von Sachsen, von 1656 bis 1738 die Herzöge von Sachsen-Merseburg und von 1738 bis 1918 die Kurfürsten (seit 1806 Könige) von Sachsen als Landesherr. Sowohl innerhalb des Stifts Merseburg als auch im Herzogtum Sachsen-Merseburg gehörte das Dorf Plagwitz ins Amt Lützen. Nach der Abtretung des größten Teils des Hochstifts Merseburg an das Königreich Preußen infolge des Wiener Vertrages vom 10. Januar 1815 kam Plagwitz mit dem beim Königreich Sachsen verbliebenen Ostteil des Amts Lützen an das Kreisamt Leipzig.
Das Dorf Plagwitz gehörte zur Grundherrschaft des Ritterguts Kleinzschocher (wie auch die
Dörfer Kleinzschocher, Schleußig und Großmiltitz). Kleinzschocher war auch Pfarr- und Schulort für die Plagwitzer. Im Jahr 1835 umfasste das Dorf 4 1/8 Magazinhufen Land, 20 Häuser und 172 Einwohner.
Nach der Ablösung der Grundherrschaft in Sachsen war Plagwitz von 1839 bis 1890 eine selbständige Gemeinde. Die untere Gerichtsbarkeit blieb jedoch noch bis zum 1. Oktober 1856 beim Patrimonialgericht Kleinzschocher.

### Aufstieg zur Industriegemeinde

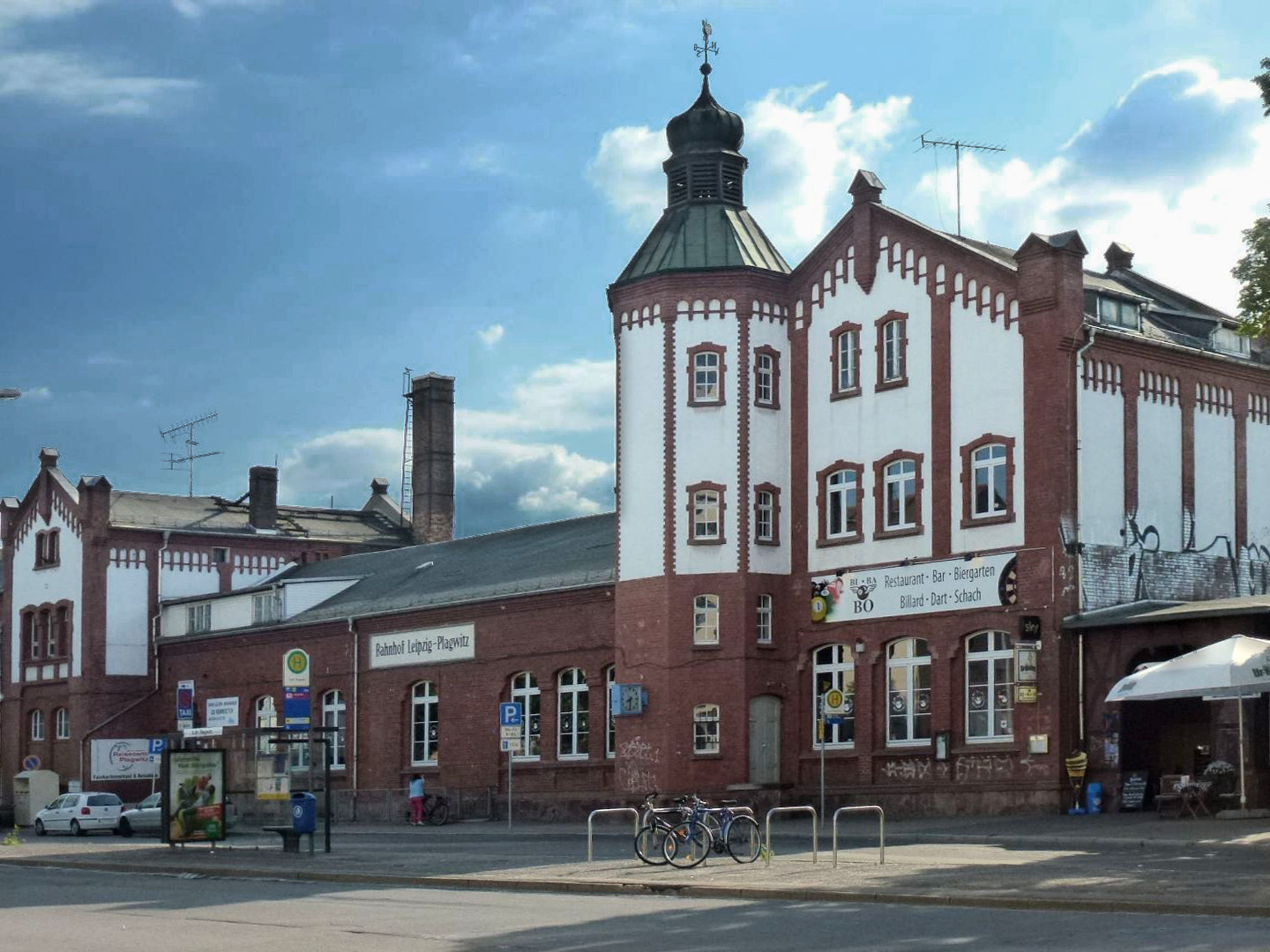
Bahnhof Leipzig-Plagwitz

Im Jahr 1854 begann der Leipziger Rechtsanwalt Karl Heine (1819–1888) mit dem Ankauf von Grundstücken in der Gemeinde Plagwitz, um sie zur planmäßigen Ansiedlung von Industrieunternehmen zu nutzen. Auch wurden unter seiner Regie neue Verkehrswege angelegt. Hier sind vor allem der 1856 in einem ersten Teilstück, das heute als Karl-Heine-Kanal seinen Namen trägt, begonnene Elster-Saale-Kanal und der Bau einer neuen Brücke über die Weiße Elster und damit einer direkten Verbindung nach Leipzig zu nennen. Der Ausbau der Infrastruktur begünstigte die Ansiedlung einer Vielzahl neuer Fabriken. Besonders bedeutend waren die 1863 gegründete Landmaschinenfabrik Rudolph Sack und die Firma Mey & Edlich (Produktion von Papierkragen, Papiermanschetten und anderen Modeartikeln), die seit 1869 in Plagwitz produzierte.
1872 wurde Plagwitz schließlich an das Leipziger Straßenbahnnetz und 1873 mit der Inbetriebnahme der zunächst privaten Thüringischen Eisenbahn-Gesellschaft, später Königlich Preußischen Zeitzer Eisenbahn an das deutsche Eisenbahnnetz angeschlossen. 1879 erfolgte durch die Strecke nach Markkleeberg-Gaschwitz auch der Anschluss an das Königlich-Sächsische Eisenbahnnetz. Infolgedessen entstand in Plagwitz ein großer Industriebahnhof als Übergabebahnhof zwischen beiden Eisenbahngesellschaften mit zahlreichen Verbindungsbahnen und Industrieanschlüssen. Die 1869 errichtete Könneritzbrücke aus Holz über die Weiße Elster wurde 1899 durch eine Eisenbrücke ersetzt.

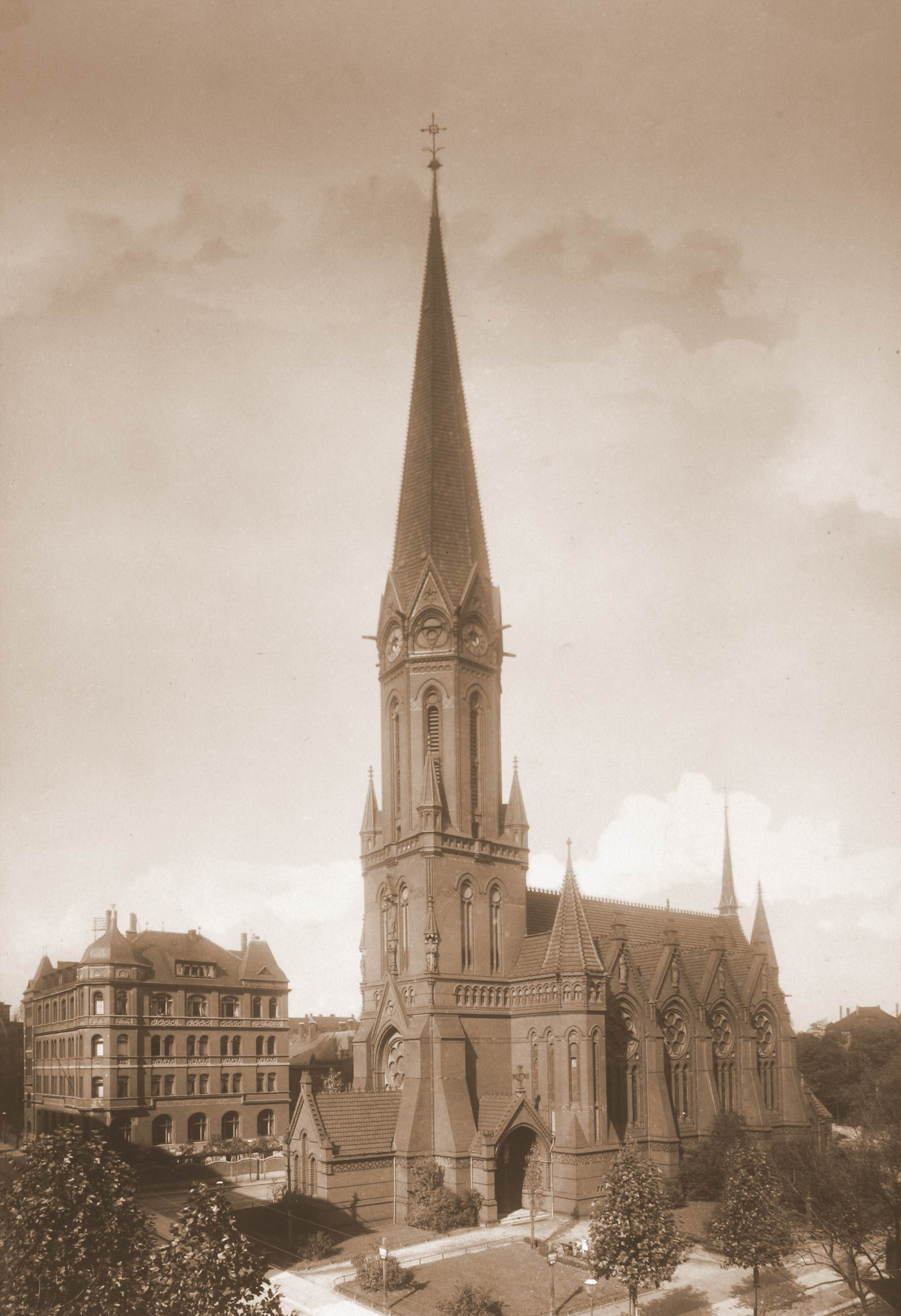
Heilandskirche (um 1913)

Die wachsende Bedeutung der Plagwitzer Industrie schlug sich auch in einem Anstieg der Einwohnerzahlen nieder. Hatte die Gemeinde 1834 lediglich 134 Einwohner, so waren es 1871 bereits 2.531 und am Vorabend der Eingemeindung nach Leipzig 1890 13.045. Durch den Bevölkerungsanstieg löste sich Plagwitz zunehmend von Kleinzschocher, 1862 wurde eine eigene Schule eingeweiht. Von 1873 bis 1890 gehörte die Landgemeinde Plagwitz zur Amtshauptmannschaft Leipzig. 1880 wurde der bis heute bestehende Friedhof Plagwitz an der Stockmannstraße und der Alten Salzstraße angelegt. Dort befinden sich die Grabmale bedeutender Unternehmer und ihrer Familien, darunter Hugo Brehmer, Rudolph Sack und Ernst Mey.
Das 1881 angelegte Depot Plagwitz war der zweite Straßenbahnhof der Leipziger Pferde-Eisenbahn. 1884 wurde der Consum-Verein für Plagwitz und Umgegend gegründet, der sich zu einer der größten Konsumgenossenschaften in Deutschland entwickelte und Vorläufer der heutigen Konsum Leipzig e. G. war. Die Gemeinde Plagwitz erbaute 1883/1884 ein repräsentatives Rathaus an der alten Dorfstraße (heute Alte Straße). Schräg gegenüber wurde 1886 bis 1888 für die nun eigenständige Kirchgemeinde Plagwitz die neogotische Heilandskirche errichtet. Nach dem Tode Karl Heines im Jahr 1888 führte die von ihm gegründete Leipziger Westend-Baugesellschaft seine Projekte weiter.

### Plagwitz als Stadtteil von Leipzig

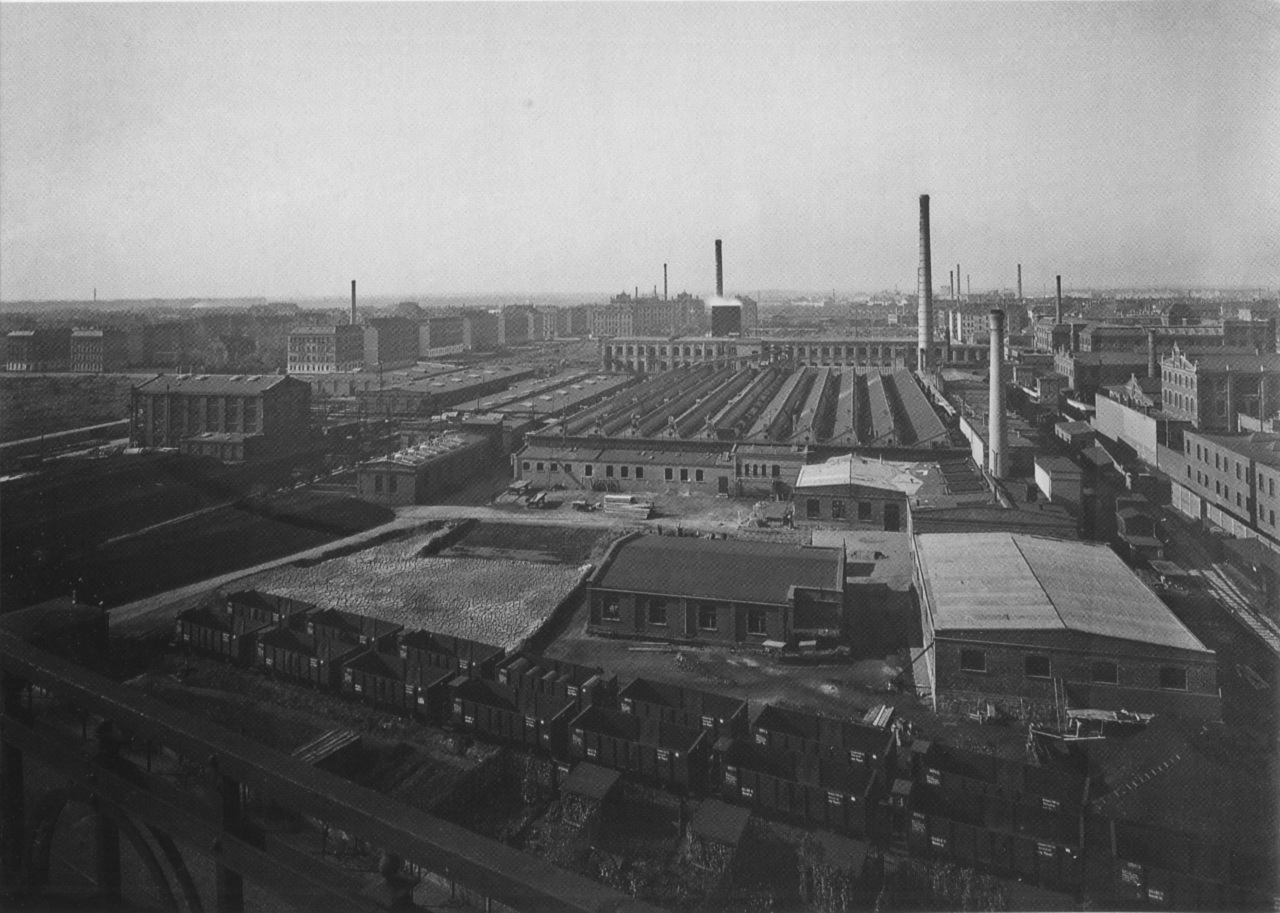
Industriegelände von Plagwitz (zwischen 1918 und 1935)

Zum 1. Januar 1891 wurde Plagwitz, das damals eine Fläche von 108.261 Hektar hatte, nach Leipzig eingemeindet. Die Arbeiten am Karl-Heine-Kanal wurden 1893 abgeschlossen (nicht jedoch die von Heine projektierte Verbindung zur Saale), 1900 öffnete das erste Kaufhaus. 1927 zählte Plagwitz 18.300 Einwohner. In den 1920er- bis 40er-Jahre wurden nur wenig neue Wohn- und Gewerbeflächen hinzugefügt. Hervorzuheben ist jedoch die 1929–1932 erbaute backsteinexpressionistische Konsumzentrale. Im Zweiten Weltkrieg prosperierten die Plagwitzer Unternehmen durch Rüstungsaufträge. Diese Rüstungsbetriebe wurden im Krieg zum Teil zerstört, es gab in Plagwitz jedoch keine großflächigen Zerstörungen.
Nach dem Krieg wurden die meisten Unternehmen in Volkseigene Betriebe umgewandelt. In der Planwirtschaft wurde kaum in die bestehenden Industrieanlagen und Altbauten investiert, sodass sowohl Betriebsstätten als auch Wohnhäuser fortschreitend verfielen. Die Luft wurde durch 118 Industrieschornsteine pro km² belastet. Dennoch blieb der Leipziger Westen bis zum Ende der DDR der dichtestbesiedeltste Industriestandort Europas. Noch 1989 gab es in Plagwitz ca. 13.000 Industriearbeitsplätze (von insgesamt über 100.000 in Leipzig). Nach der Wende und Wiedervereinigung 1989/90 folgte eine schlagartige Deindustrialisierung: Fast alle Fabriken wurden stillgelegt, die Zahl der Arbeitsplätze in der Industrie schrumpfte bis 1995 auf 1.500, es entstanden 200.000 m² an Industriebrachflächen.

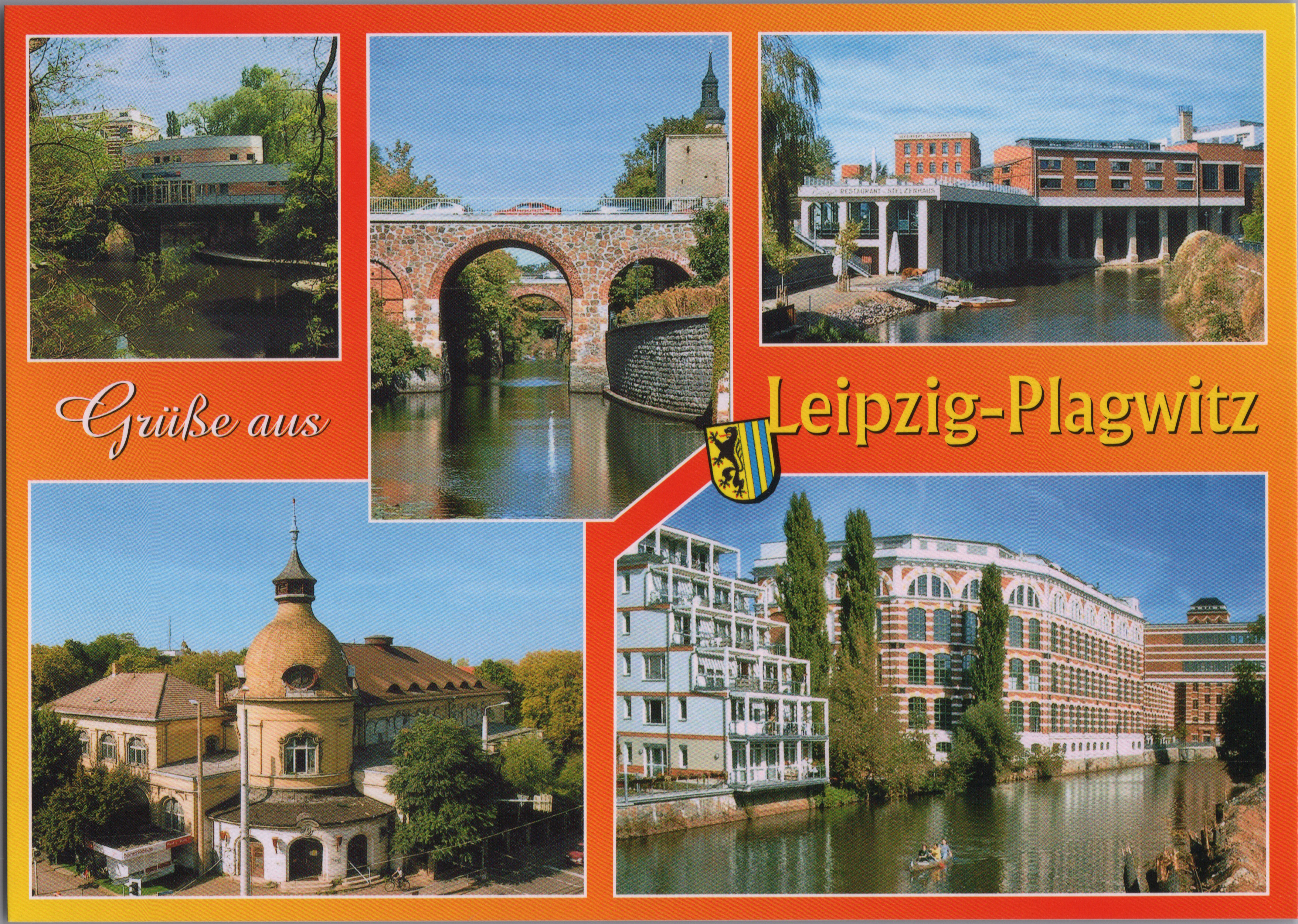
Postkarte von 2005

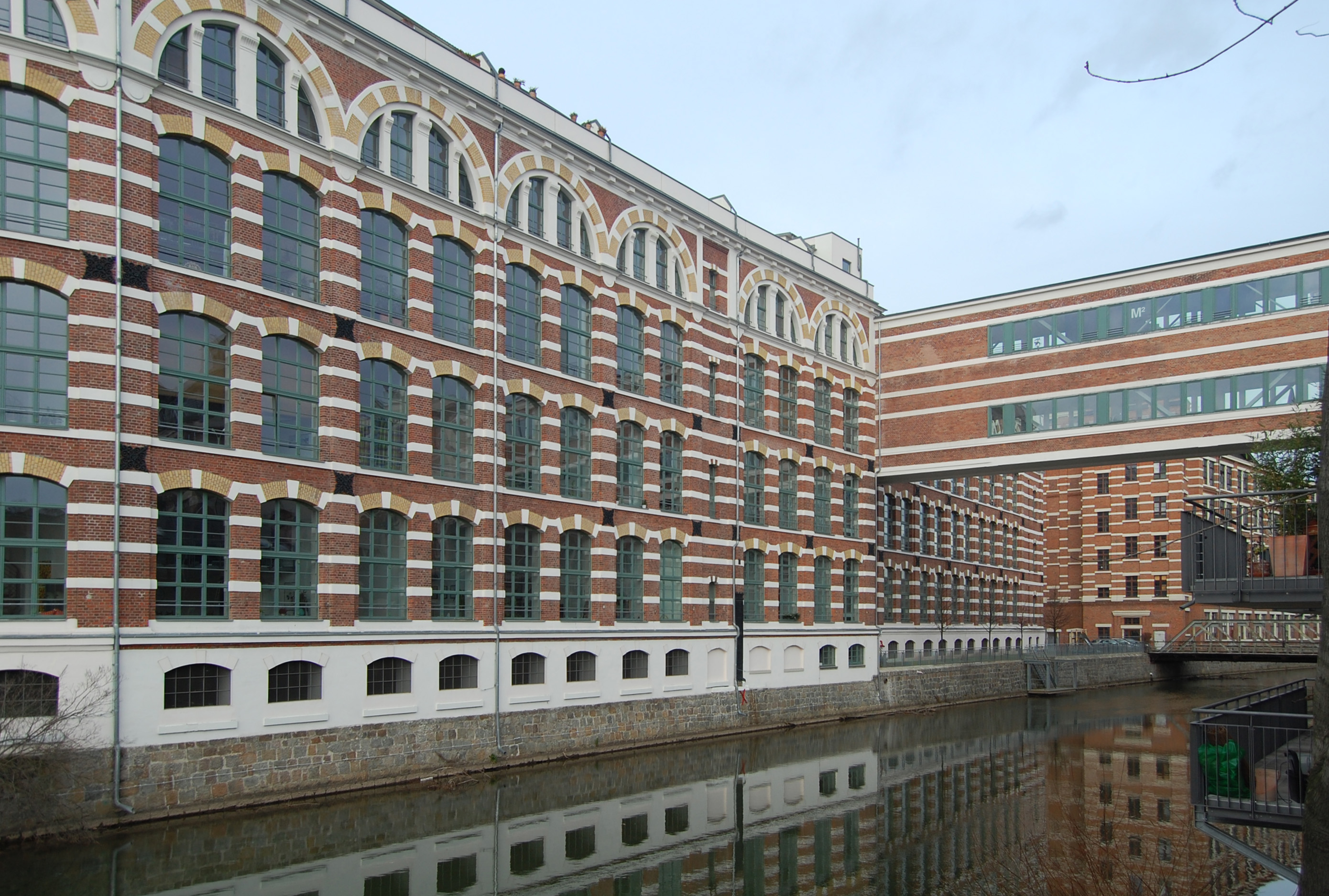
Ehemalige Sächsische Wollgarnfabrik, heute Loft-Wohnungen

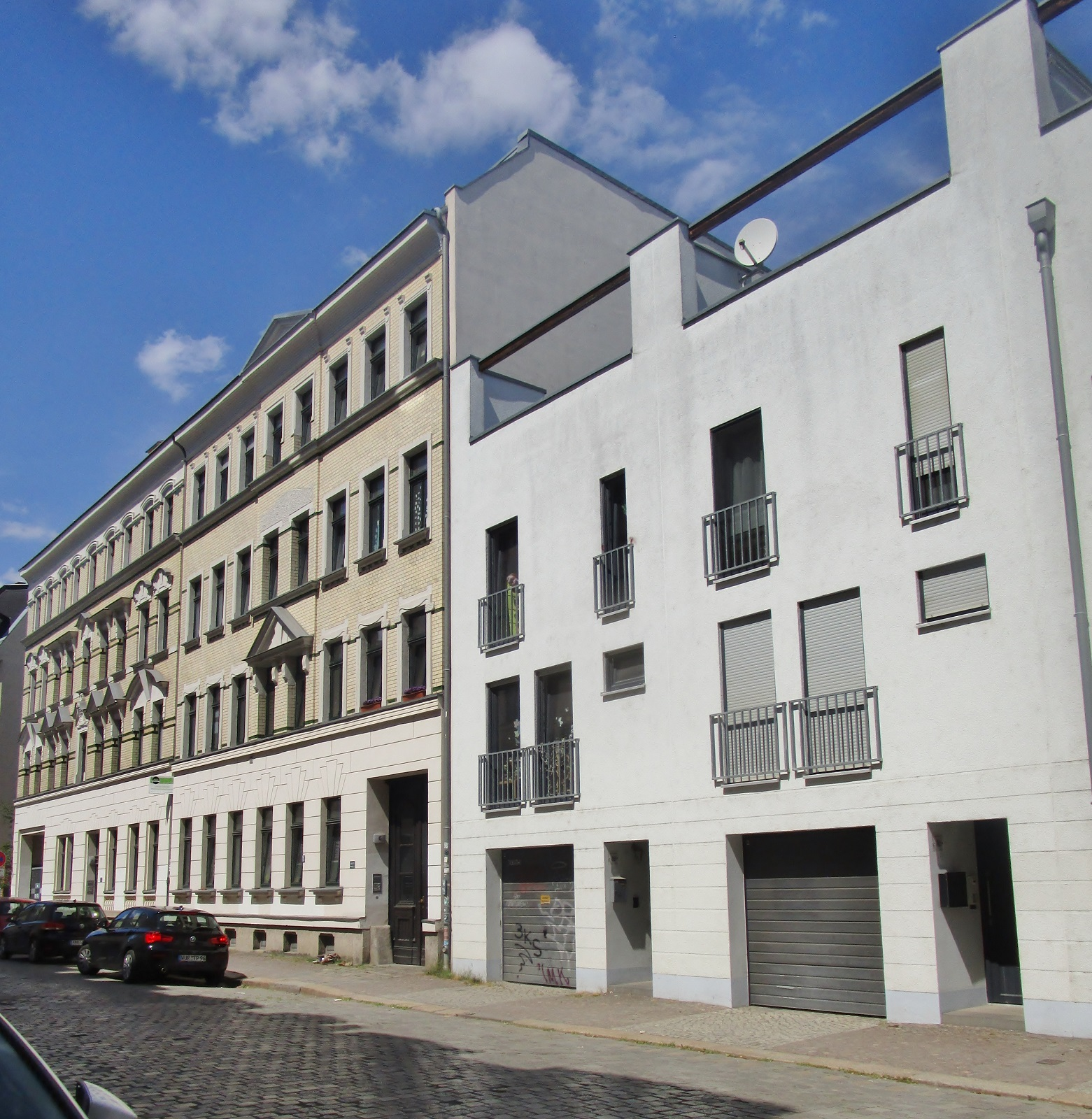
Stadthäuser in der Naumburger Straße

Der 1992 im Rahmen der kommunalen Gliederung der Stadt Leipzig zu administrativen und statistischen Zwecken festgelegte Ortsteil Plagwitz entspricht nur teilweise dem Gebiet der alten Gemeinde Plagwitz. Nach der Durchführung von vorbereitenden Untersuchungen wurden 1994, 1999, 2013, 2018, 2019 und 2021 Stadtratsbeschlüsse über ein bis zu 86 Hektar großes Gebiet in Plagwitz und Lindenau als Sanierungsgebiet gefasst. Von 1993 bis 2020 flossen insgesamt 22.766.680 Euro Fördermittel von Land, Bund und Europa in städtebauliche Sanierungs- und Entwicklungsmaßnahmen in diesem Gebiet.
In dieser Zeit wurden neue Gewerbeflächen errichtet, vielfach wurden brachliegende Industriegebäude umgenutzt. Auf einer brachliegenden Industriefläche wurden Leipziger Stadthäuser errichtet. Der 5. Strafsenat des Bundesgerichtshofes zog 1997 von Berlin in die Villa Sack in Leipzig-Plagwitz (gemäß der kommunalen Neugliederung zum Ortsteil Lindenau gehörig). Die Sächsische Wollgarnfabrik – das größte Industriedenkmal Deutschlands – wurde ab 1999 zu Loftwohnungen umgebaut.
Das Projekt „Plagwitz auf dem Weg ins 21. Jahrhundert – Ein Beispiel für nachhaltigen Stadtumbau“ wurde auf der Expo 2000 vorgestellt. Ungefähr seit jener Zeit zählt Plagwitz wieder zu den dynamischsten und „angesagten“ Stadtteilen Leipzigs. Zahlreiche Start-up-Unternehmen und Akteure der Kultur- und Kreativwirtschaft siedelten sich an. Seither lässt sich ein Prozess der Gentrifizierung beobachten. Zwischen 2000 und 2019 hat sich die Einwohnerzahl des Ortsteils Plagwitz fast verdoppelt: von 8.534 auf 16.297.

## Bevölkerung
| Jahr | Einwohner |
| ---- | --------- |
| 2000 | 08.534    |
| 2005 | 10.336    |
| 2010 | 12.116    |
| 2015 | 15.067    |
| 2020 | 16.549    |
| 2024 | 17.209    |

Stand: 31.12. des jeweiligen Jahres
Die Bevölkerungsstruktur von Plagwitz unterscheidet sich in mehreren Punkten deutlich vom Leipziger Durchschnitt (Stand: 2017). Das Durchschnittsalter ist mit 37,7 Jahren recht jung, die Altersgruppe der 25- bis 40-Jährigen ist mit 38,5 % der Gesamtbevölkerung stark überrepräsentiert, auch gibt es überdurchschnittlich viele (Klein-)Kinder. Der Seniorenanteil ist dagegen mit 12,7 % gering. Der einst hohe Studierendenanteil (2008: 16 %) ist rapide gesunken und lag 2017 mit nur noch 4 % merklich unter dem Leipziger Durchschnitt. Jedoch gibt es weiterhin einen hohen Akademikeranteil: 60 % der Bewohner haben Abitur, 39 % einen Universitäts- oder Hochschulabschluss und 21 % einen Fachhochschulabschluss. Die PKW-Quote ist mit 272 Fahrzeugen je 1000 Einwohner recht gering. Die Kriminalitätsrate liegt mit 154 registrierten Straftaten pro 1000 Einwohner über dem Leipziger Durchschnitt, dabei handelte es sich mehrheitlich um Diebstähle.

## Politik
Bei den Wahlen zum Sächsischen Landtag gehört Plagwitz zum Wahlkreis Leipzig 6, bei Bundestagswahlen zum Bundestagswahlkreis Leipzig II (Wahlkreis 153).
Die Bundestagswahl 2021 führte bei einer Wahlbeteiligung von 80,4 % zu folgendem Zweitstimmenergebnis:
| Partei                | Plagwitz | Stadt Leipzig |
| --------------------- | -------- | ------------- |
| Bündnis 90/Die Grünen | 30,3 %   | 18,5 %        |
| SPD                   | 17,8 %   | 20,9 %        |
| Die Linke             | 17,2 %   | 13,7 %        |
| CDU                   | 09,3 %   | 14,0 %        |
| FDP                   | 09,2 %   | 10,1 %        |
| AfD                   | 07,2 %   | 13,3 %        |
| Sonstige              | 09,0 %   | 09,5 %        |

## Sehenswürdigkeiten
- Ehemalige Sächsische Wollgarnfabrik, Deutschlands größtes Industriedenkmal und Europas größter Gebäudekomplex der Gründerzeit, heute Elsterlofts
- Neuer Felsenkeller (1890) (Stadtteil Plagwitz, Ortsteil Lindenau)
- Karl-Heine-Kanal mit zahlreichen Brücken, dem Rad- und Fußweg und Bootsverkehr
- Neogotische Heilandskirche, besitzt mit 86 m den zweithöchsten Kirchturm in Leipzig
- Museum für Druckkunst
- Technikzentrum für Kinder und Jugendliche VDI-Garage[15]
- Eisenbahnmuseum Bayerischer Bahnhof zu Leipzig
- Da Capo Oldtimermuseum[16]
- Klinger-Villa
- Neuapostolische Kirche
- Kunstquartier Westwerk
- Kulturhafen Riverboat, in dem die Sendung Riverboat gedreht wurde
- Unikatum Kindermuseum Leipzig
- Erich-Zeigner-Haus[17]

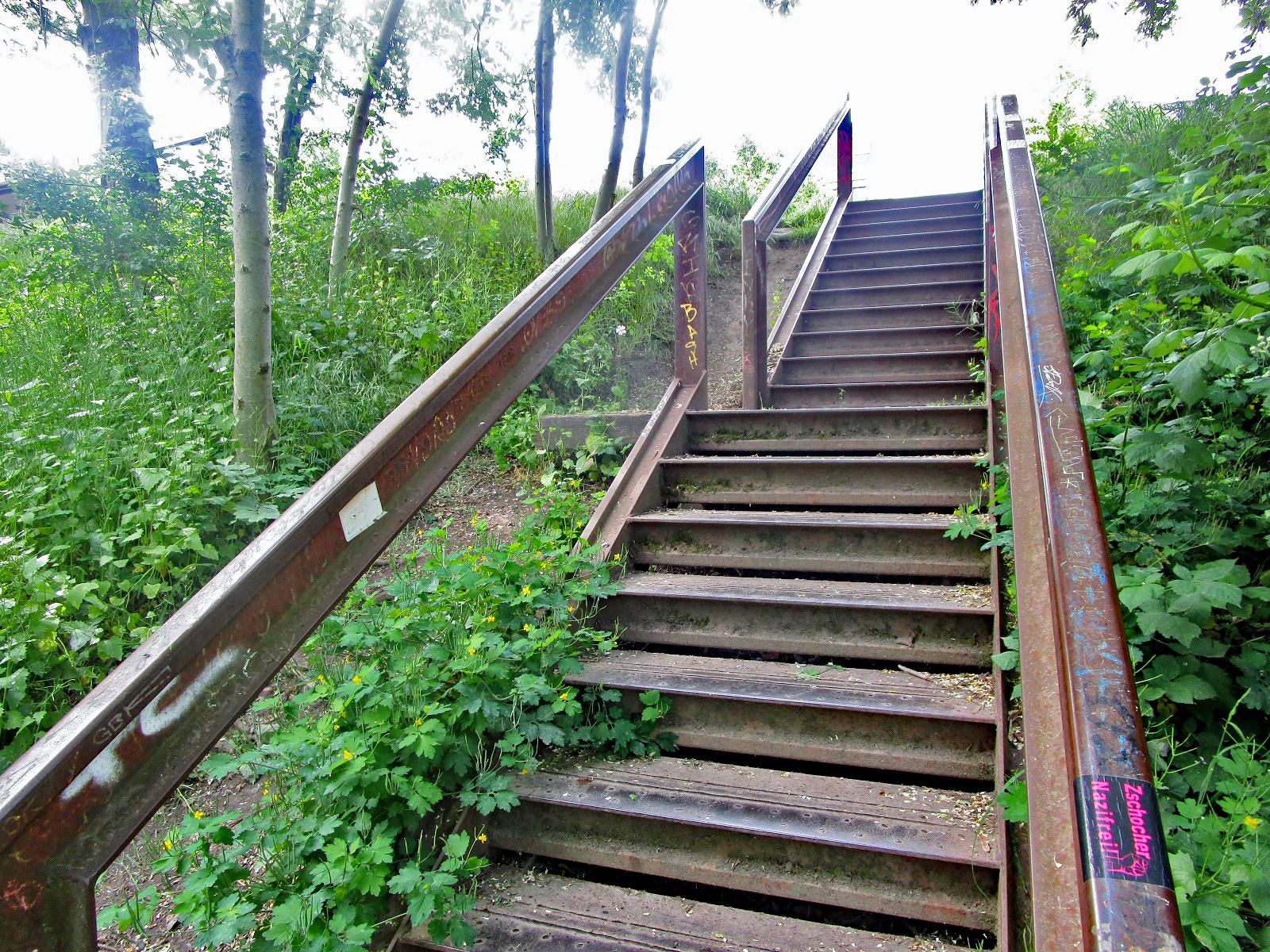
Treppe aus recycelten Eisenbahnschienen im Stadtteilpark

- Konsumzentrale in der Industriestraße, expressionistischer Backsteinbau von Fritz Höger (1929–1932 erbaut), das fiktive Polizeipräsidium in der MDR-Tatort-Reihe Saalfeld und Keppler
- Stadtteilpark Plagwitz, wurde in zwei Bauabschnitten realisiert (1999 bis 2002 und 2004 bis 2007). Auf einer 2,7 Hektar großen, ehemaligen Bahnfläche zwischen Industriestraße und Karl-Heine-Kanal entstand nach einem Wettbewerb und Entwurf des Landschaftsplanungsbüros Lützow 7 aus Berlin ein Park, in dem noch Eisenbahnrelikte erhalten sind. In den 2010er Jahren wurde dieser Park vernetzt mit dem GleisGrünZug auf den Flächen des ehemaligen Industriebahnhofs im Westen des Ortsteils. Die Flächen dort werden seit 2012 unter aktiver Beteiligung der zivilgesellschaftlichen Initiative Bürgerbahnhof Plagwitz (IBBP) entwickelt, wobei bis 2020 ein Bauspielplatz, ein Pfadfinderareal, die Bürgergärten, ein Obstgarten und ein Obsthain sowie ein Café mit Rad- und Spieleverleih entstanden sind. Der Bürgerbahnhof Plagwitz wurde zum Preisträger des Bundespreises „Stadtgrün 2020“ gekürt.[18]

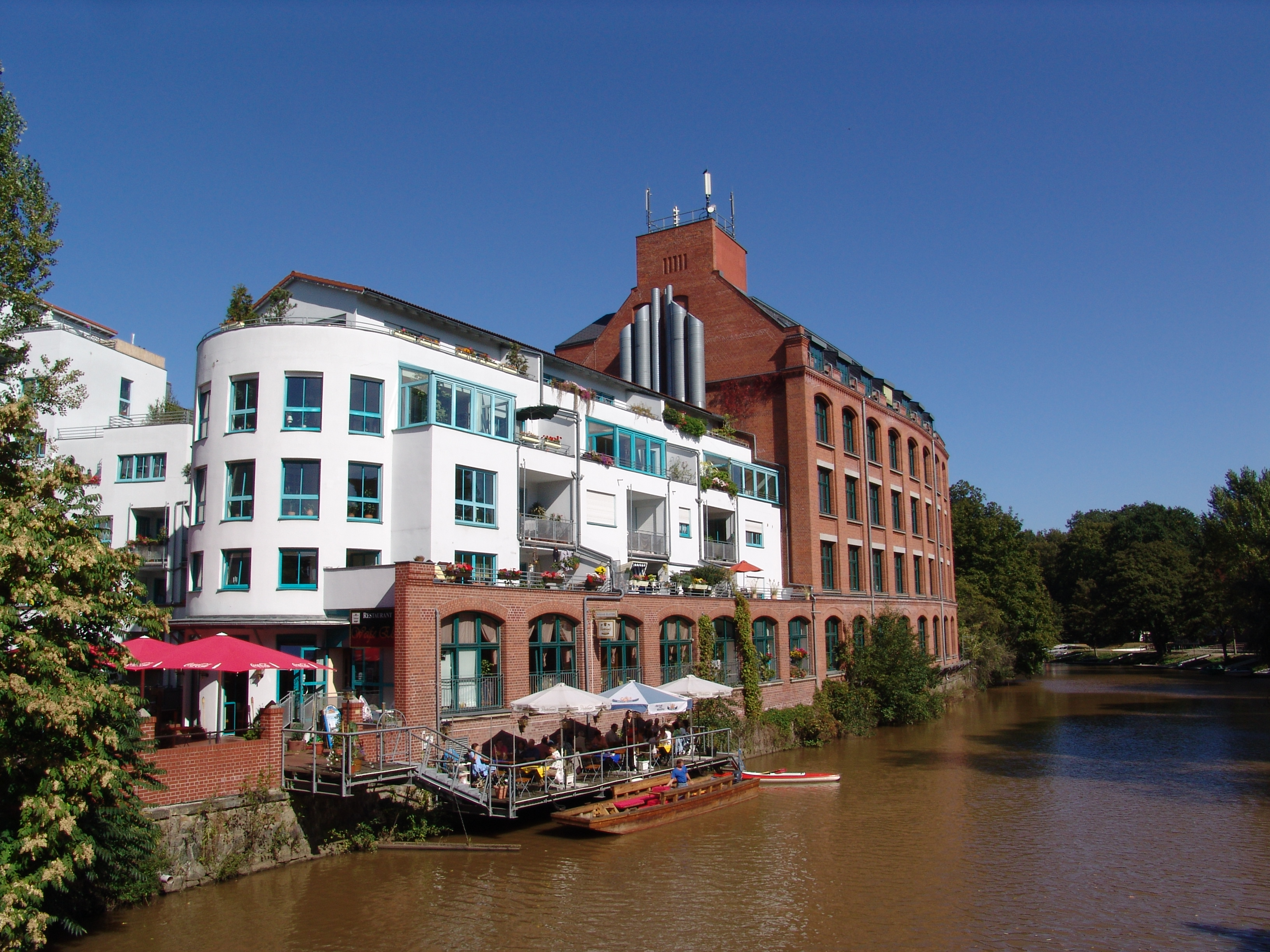
Ehemalige Fabrik von Mey & Edlich
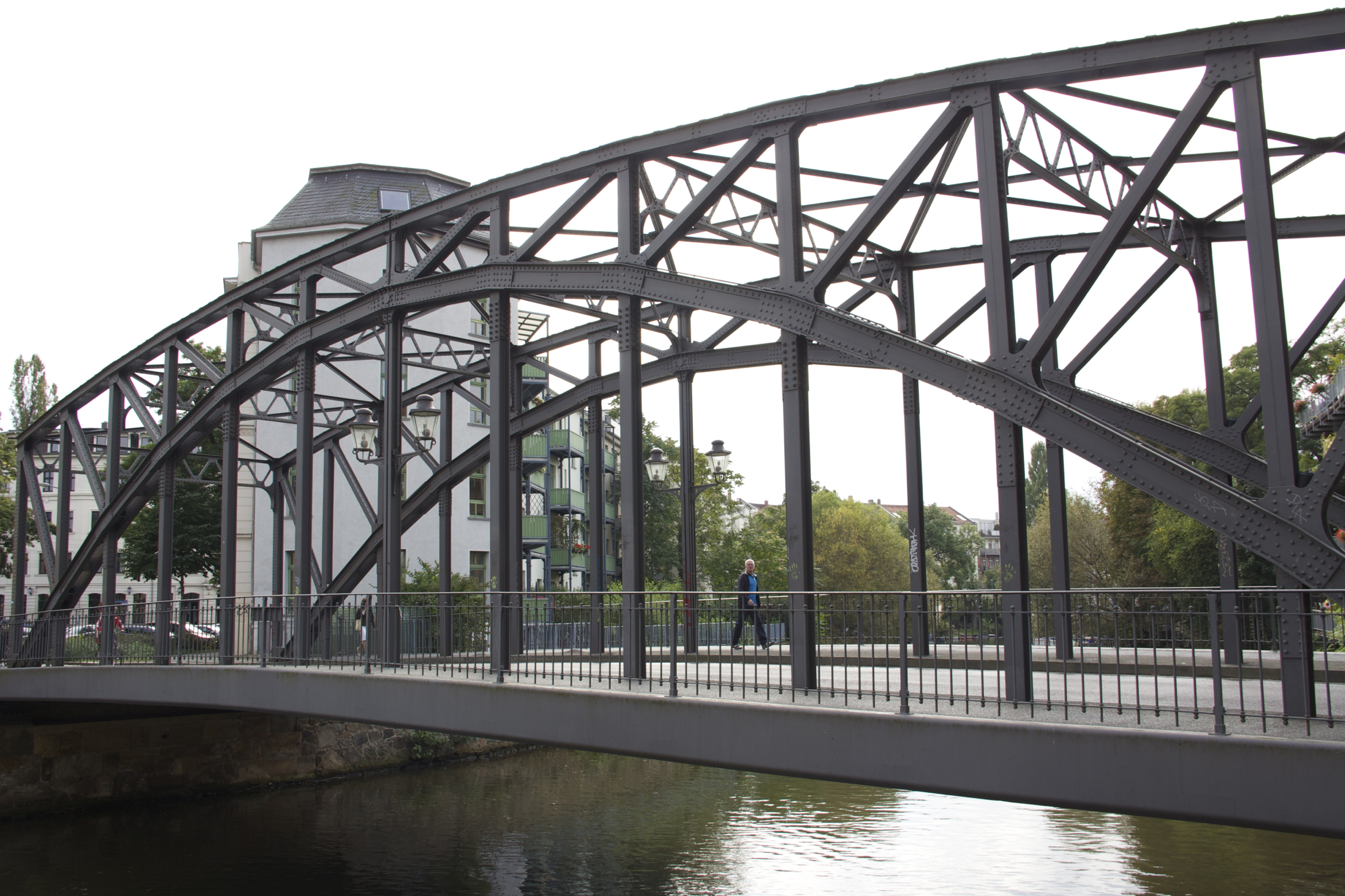
Könneritzbrücke über die Weiße Elster
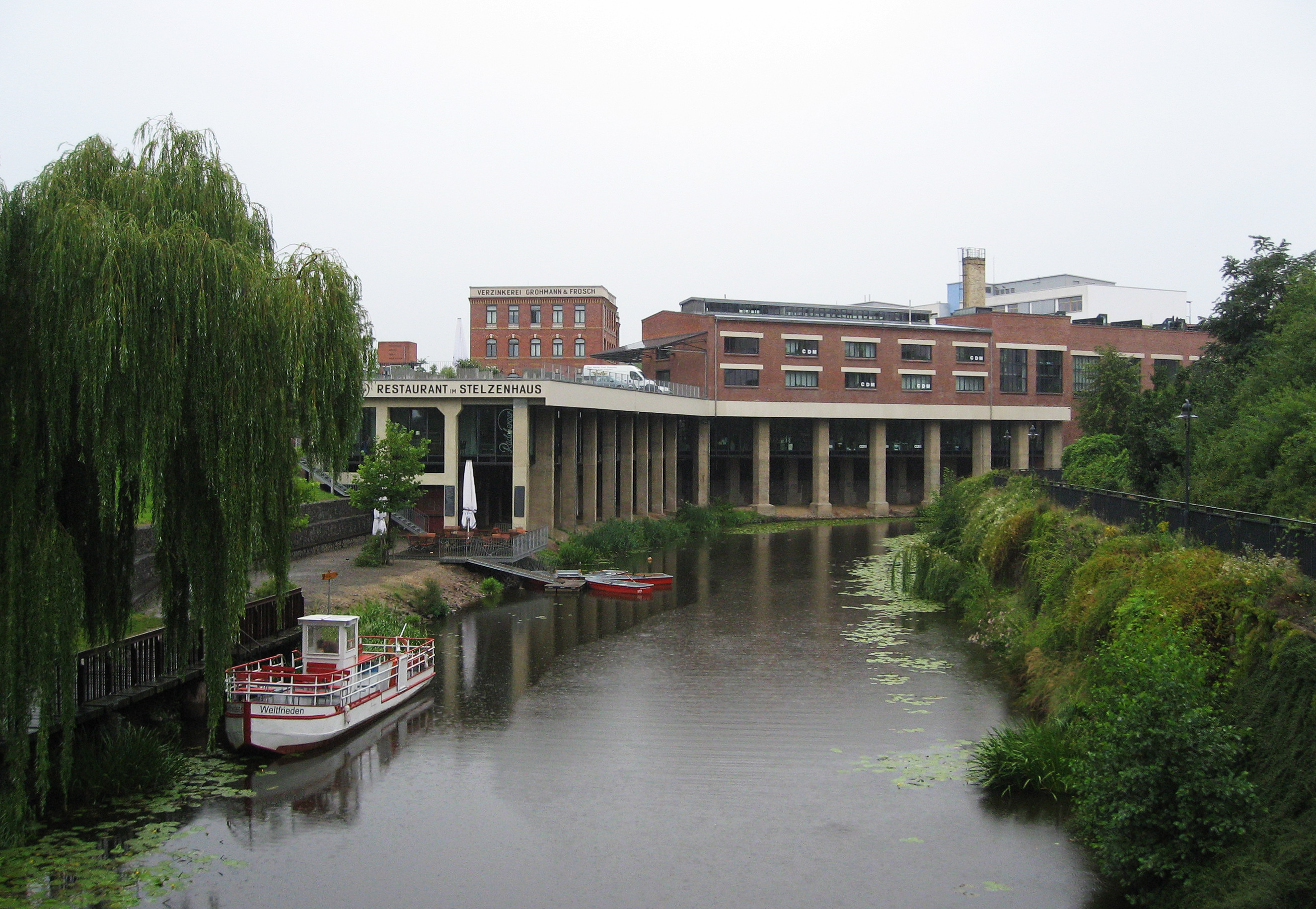
Karl-Heine-Kanal mit Stelzenhaus
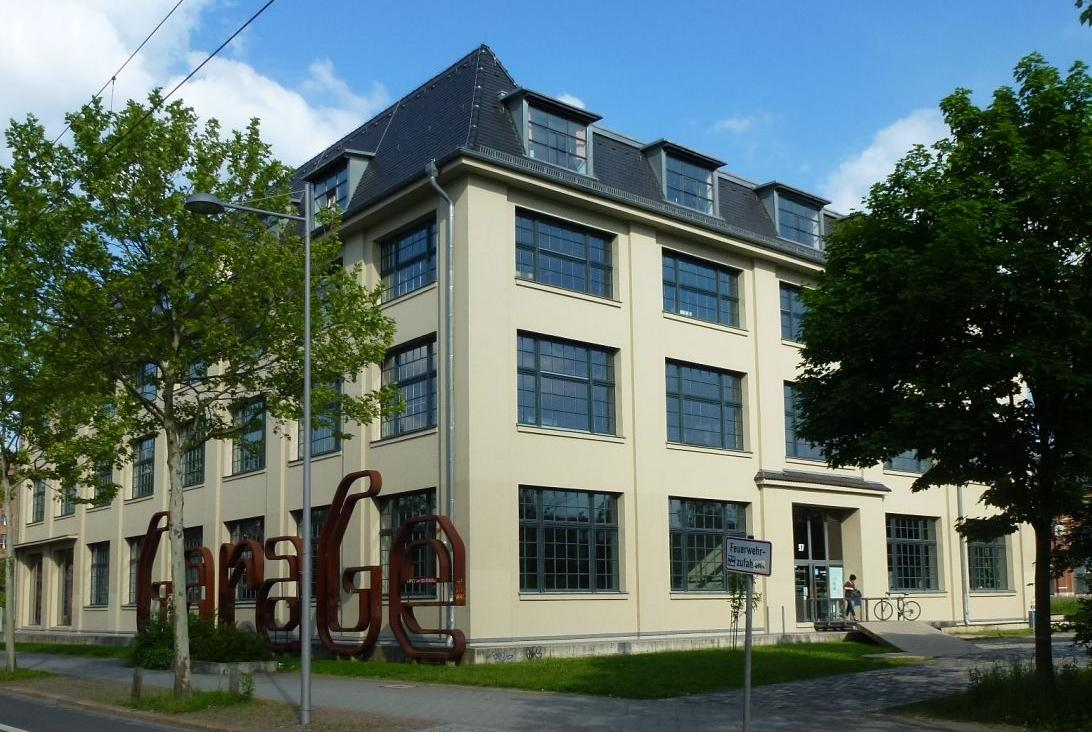
Technikzentrum für Jugendliche GaraGe
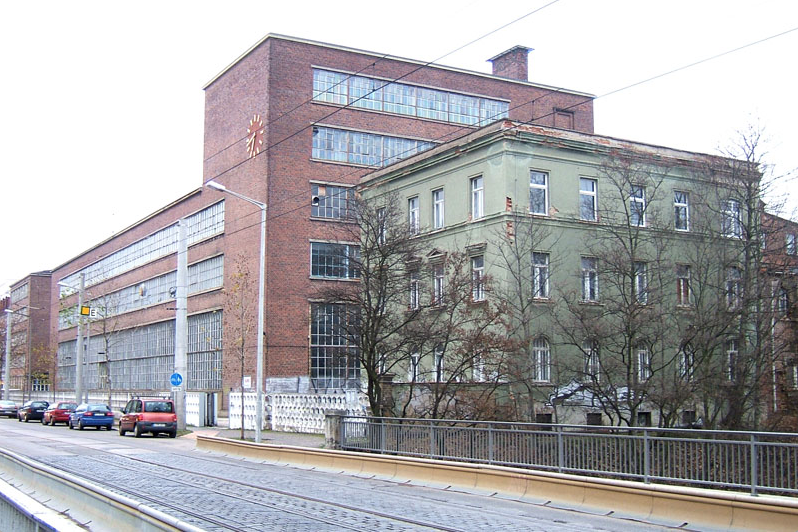
Kunstquartier Westwerk

## Infrastruktur

### Verkehr
Am Bahnhof Leipzig-Plagwitz halten Regionalzüge der Linie Leipzig–Gera–Saalfeld sowie die Linie S 1 der S-Bahn Mitteldeutschland.
Die Straßenbahnlinie 3 durchquert Plagwitz in nord-südlicher Richtung (auf der Zschocherschen Straße), die Linie 14 führt in west-östlicher Richtung am Nordrand des Stadtteils entlang (Karl-Heine-Straße). Beide verbinden Plagwitz mit der Innenstadt. Die beiden genannten Straßen sind zugleich die Hauptverkehrsadern im motorisierten Individualverkehr. Zudem verbindet die Buslinie 60 den Westen von Plagwitz in der einen Richtung mit Neulindenau, in der anderen mit Kleinzschocher, dem südlichen Schleußig und der Südvorstadt. Die Buslinie 74 stellt Verbindungen zwischen dem östlichen Plagwitz und Altlindenau sowie ebenfalls Schleußig und der Südvorstadt her.

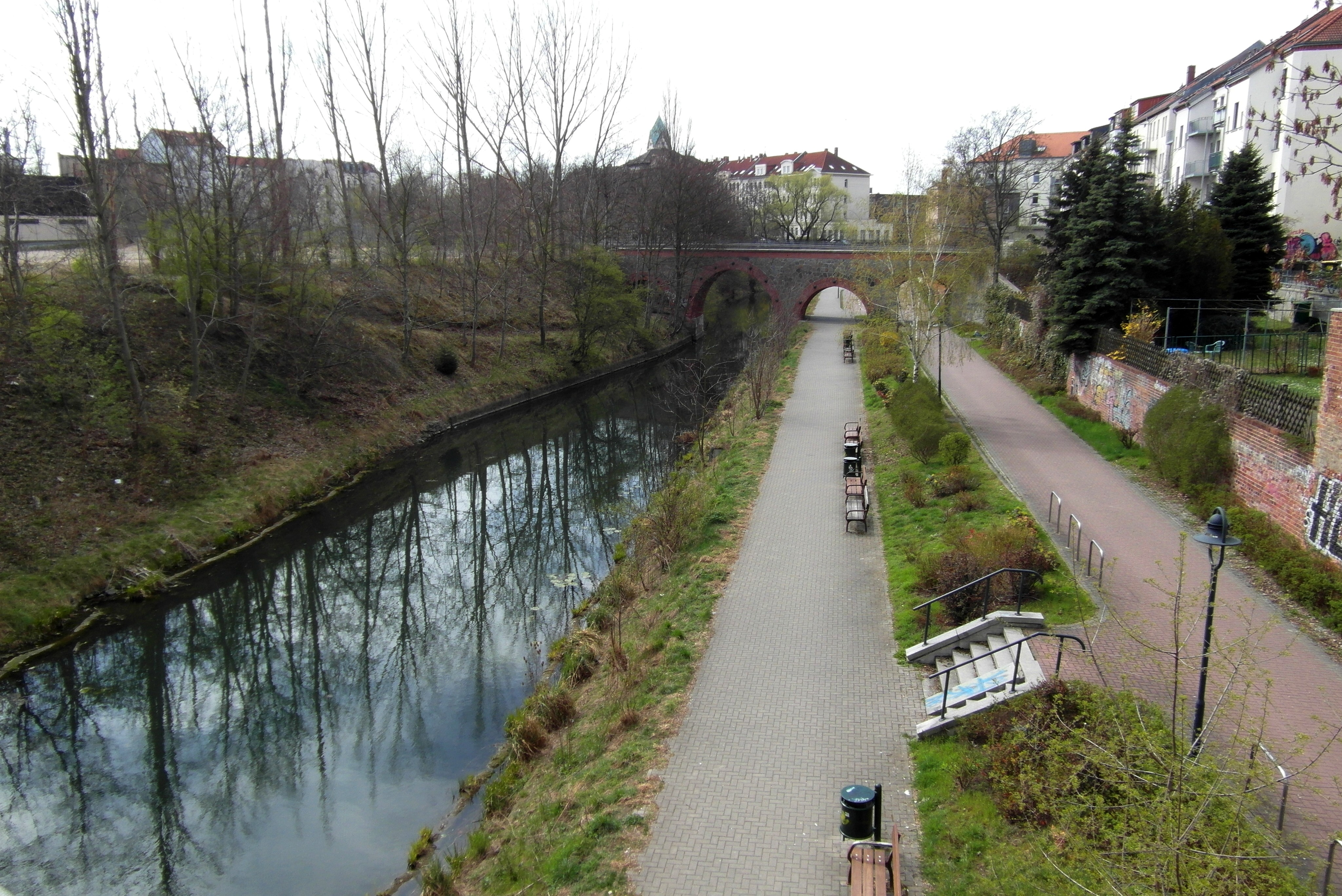
Geh- und Radweg am Karl-Heine-Kanal, über die Gleisbrücke P I (im Hintergrund) führt ein Geh- und Radweg vom Bürgerbahnhof Plagwitz zum Henriettenpark

Im Zuge der Stadterneuerungsmaßnahmen sind in Plagwitz eine ganze Reihe neuer Fuß- und Radwege entstanden. Den Anfang machte der Weg am Karl-Heine-Kanal, der 1996 nach dreijähriger Vorbereitungs- und Bauzeit durch die Schirmherrin, die damalige Bundesumweltministerin Angela Merkel, freigegeben wurde. In diese Maßnahme flossen 3,84 Mio. Euro Fördermittel von Land, Bund und Europa. Weitere Wege entstanden auf den alten Gleisanschlüssen, die sich vom Bahnhof Plagwitz wie die Saiten einer Harfe in den Ortsteil erstrecken. Diese Wege führen zum Teil in neu angelegte Parks wie den Stadtteilpark Plagwitz an der Industriestraße oder den Henriettenpark, bereits im Ortsteil Lindenau gelegen.

### Schulen
- Erich-Zeigner-Schule (Grundschule)[20]
- Fanny-Hensel-Schule (Grundschule)[21]
- Schule am Adler - Oberschule der Stadt Leipzig[22]

## Persönlichkeiten

### Söhne und Töchter des Ortes
- Marie Huch (1853–1934), Schriftstellerin
- Otto Hermann Steche (1879–1945), Zoologe und Lehrer
- Paul Lange (1880–1951), Gewerkschafter, Publizist und Politiker
- Walther Biehl (1882–1963), Kunsthistoriker und Museumsdirektor
- Otto Lummitzsch (1886–1962), Gründer der Technischen Nothilfe und des Technischen Hilfswerks

### Mit Plagwitz verbundene Persönlichkeiten
- Karl Heine (1819–1888), Unternehmer, entwickelte den Ort Plagwitz
- Rudolph Sack (1824–1900), Maschinenbauunternehmer, Gründer der Landmaschinenfabrik Rudolph Sack in Plagwitz
- Hugo Brehmer (1844–1891), Maschinenbauunternehmer, Gründer des Unternehmens Gebrüder Brehmer in Plagwitz
- Ernst Mey (1844–1903), Unternehmer, Gründer des Unternehmens Mey & Edlich in Plagwitz
- Max Klinger (1857–1920), Bildhauer, lebte in Plagwitz
- Walter Cramer (1886–1944), Textilunternehmer, Widerstandskämpfer gegen den Nationalsozialismus, Vorstandsmitglied der Kammgarnspinnerei Stöhr in Plagwitz
- Erich Zeigner (1886–1949), Jurist und Politiker (SPD/SED), lebte in Plagwitz
- Walter Heinze (1900–1933),  Arbeiter und Widerstandskämpfer gegen den Nationalsozialismus, lebte in Plagwitz